# Сульфат калия-лития
Калия-лития сульфат (или сульфат калия-лития; химическая формула — KLiSO₄ или KLiO₄S) — это неорганическое соединение, представляющее собой двойной сульфат калия и лития. При нормальных условиях представляет собой белые кристаллы. Хорошо растворяется в воде.

## Химическая формула и структура
Формула калия-лития сульфата — KLiSO₄, что означает, что молекула состоит из одного катиона калия (K), одного катиона лития (Li) и одного сульфатного иона (SO₄²⁻).

## Получение
В природе это соединение образуется в результате химических реакций между сульфатами калия и лития.
В лабораторных условиях калия-лития сульфат может быть получен различными методами, включая реакцию сульфата лития с сульфатом калия. Процесс синтеза может включать смешивание водных растворов сульфатов этих двух металлов или прямое взаимодействие их солей в безводной среде.

## Физические свойства
При нормальных условиях калия-лития сульфат представляет собой белые кристаллы, которые хорошо растворяются в воде. Он не имеет запаха и обладает хорошей растворимостью в полярных растворителях.

## Химические свойства
Калия-лития сульфат легко гидролизуется в воде и распадается на соответствующие ионы калия, лития и сульфата. Он может реагировать с кислотами или щелочами, образуя новые соединения.

## Применение

### Сельское хозяйство
Калия-лития сульфат используется в качестве удобрения для повышения содержания калия и лития в почвах.

### Химическая промышленность
Он используется для синтеза других химических соединений, включающих калий или литий, в том числе тех, которые используются в батареях и других электролитах.

### Прочие применения
Калия-лития сульфат может быть использован в аналитической химии для проведения различных реакций и анализов.

## Безопасность
Калия-лития сульфат является относительно безопасным веществом, однако его раствор в больших концентрациях может быть раздражающим для кожи и глаз.